# 台鐵DR2700型柴油車
DR2700型柴油車是臺灣鐵路管理局（以下簡稱臺鐵）於1966年引進的無冷氣空調柴油客車，為第一款使用不鏽鋼製的臺灣鐵路車輛，由日本東急車輛製造，於同年10月31日正式啟用，營運初期以「光華號」為名開始營運，因車體採用不鏽鋼，俗稱「白鐵仔」。在1979年縱貫線鐵路電氣化前，時速達110公里的DR2700型柴油車是臺灣陸上最快速的交通載具。隨著台鐵電氣化工程的推進、車種等級變更及新款電聯車加入客運服務，DR2700型柴油車陸續改為行駛對號特快車、普快車及普通車，服務於尚未電氣化的路段 ，以及西部幹線的部分區間列車，至1996年止，並於同年接替DR2000型柴油車，以玉里為中心，行駛花蓮臺東間的通勤時段普通車。花東鐵路電氣化第一階段工程完工後，由玉里車站開出的4677次於2014年7月15日晚間7時27分抵達花蓮車站，DR2700型柴油車正式退役，結束在台灣近48年的服務。

## 歷史

### 引進
1953年時，蒸汽機車是臺鐵主要的動力車種；為了提高旅客服務品質，臺鐵將19輛日治時期停用的汽油客車改裝為柴油客車。除其中1輛無法修復外，臺北機廠陸續將其餘18輛的車體整備修復，引擎更換為日野製柴油引擎，改裝的柴油客車在1954年開始行駛「克難號」:16，臺北至蘇澳間原本近4小時的車程縮短至3小時；但這批柴油客車運用頻繁，影響保養維護時間受限，也難以再次進行改裝。於是臺鐵在1956年至1957年向日本購入了DR2500型、DR2600型柴油客車共22輛，:16並將原汽油車改裝的柴油客車改行駛短程通勤列車。然而後續購入的新型柴油客車車況，與改裝的柴油客車有同樣的維修保養問題，臺北機廠機務處因此判定柴油客車不適合臺鐵客運發展，原本規畫後續引進的新一批柴油客車購車案擱置9年。直到1966年，為祝賀時任總統蔣中正80歲誕辰，臺鐵用世界銀行的貸款向日本東急車輛購入新款柴油車，定為DR2700型。臺鐵向民眾公開徵求命名活動徵件，時間從1966年3月1日至15日，來函數共1,915件，其中有32件命名同為光華號，在循環淘汰制的方式下，最後選出10個名稱，時任臺鐵局長林則彬選定「光華號」作為列車名號，於8月10日在電視節目中公布:28-29。

### 營運
新到的柴油列車開行日選定在1966年10月31日，為時任總統蔣中正的80歲誕辰紀念日，作為祝壽獻禮，車內掛上蔣總統的照片，車前頂端裝置金字的「萬壽無疆」及正中「壽」字:12。正式營運後，本型車開始以「光華號」為名行駛於西部幹線，最高營運為時速110公里，是當時臺鐵西部幹線最快速的列車。臺北到高雄（經海線）每天開行一列車往返，中間只停靠臺南站，行駛時間4小時45分；行駛臺北到臺中之間每天開行一列直達車往返，行駛時間2小時20分，在臺北往返高雄車次運用上，行經山線的班次臺北往返臺中間通常以8至9輛編組運行，臺中往返高雄會在臺中站進行編組摘掛，改以6輛編組運行；行經海線的班次臺北往返彰化間通常以8至9輛編組運行，彰化往返高雄會在彰化站進行編組摘掛，改以6輛編組運行，而拆卸下來的車廂會回送至臺中機務段停放。車上由服務人員提供免費的茶水、餐點以及當日新聞報紙與雜誌閱覽。即使本型車無冷氣空調，在1960年代到1970年代間仍是旅遊及商務人士的首選，為當時臺鐵的招牌列車。
臺鐵於1970年6月20日配合彰化站到臺南站間雙軌化通車更新時刻表，光華號列車延駛到屏東站。1979年西部幹線鐵路電氣化完工後，新購入的EMU100型自強號電聯車加入營運，DR2700型於同年7月15日起轉至尚未電氣化的宜蘭線，行駛柴油對號快車。1980年北迴線通車後，也行駛臺中到花蓮之間的特快車，並於臺東線軌距拓寬完成後行駛臺東線。1982年DR2800型柴油自強號引進後，DR2700型改行駛縱貫線北部與南部區間及屏東線柴油對號快車。1988年，臺鐵正式廢除「對號特快」票價等級，DR2700型改為行駛柴油快車，收費與普快車相同:24:20~25:26。
1990年EMU400型引進之後，非電車的DR2700型改行駛海線和中部區間柴快，後來也行駛內灣線。1995年10月新到的EMU500型陸續加入營運，DR2700型於1996年1月26日正式退出西部幹線，改為行駛臺東線和南迴線的普通車，也會視調度情形支援其他路線，如2005年時曾短期支援林口線普通車:7。此後的DR2700型為花東地區的通勤時段列車。2014年6月底，花東鐵路電氣化工程第一階段完工，花蓮至臺東段正式通車，臺鐵訂於7月16日變更行車時刻表，改點的前一天7月15日，在玉里車站第一月台辦理本型車除役儀式，並加掛至8節車廂，之後由玉里出發開往花蓮北上的4677次普快車末班車，功成身退。本型車時段改由EMU500型接替行駛區間車。

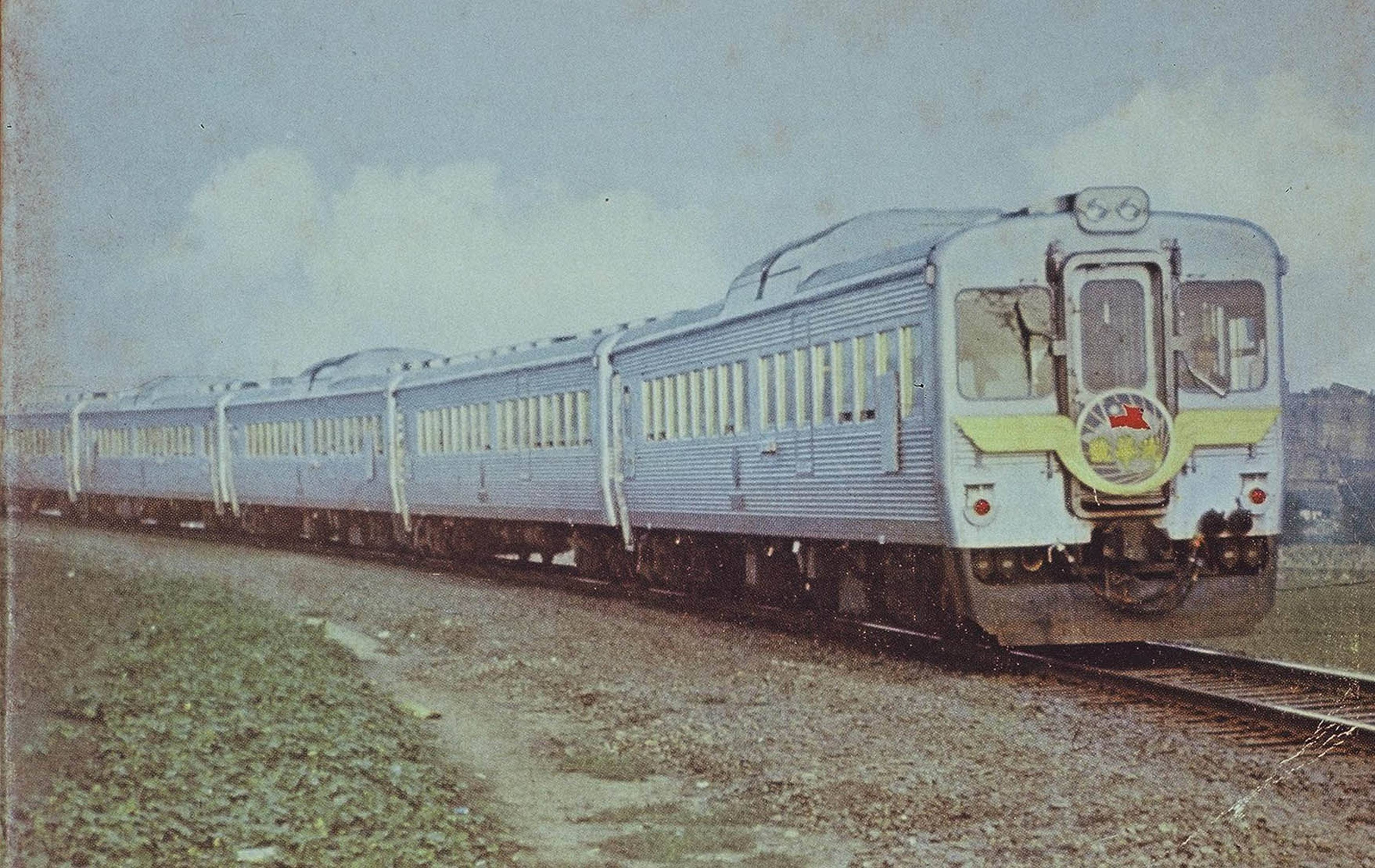
剛啟用時的DR2700型
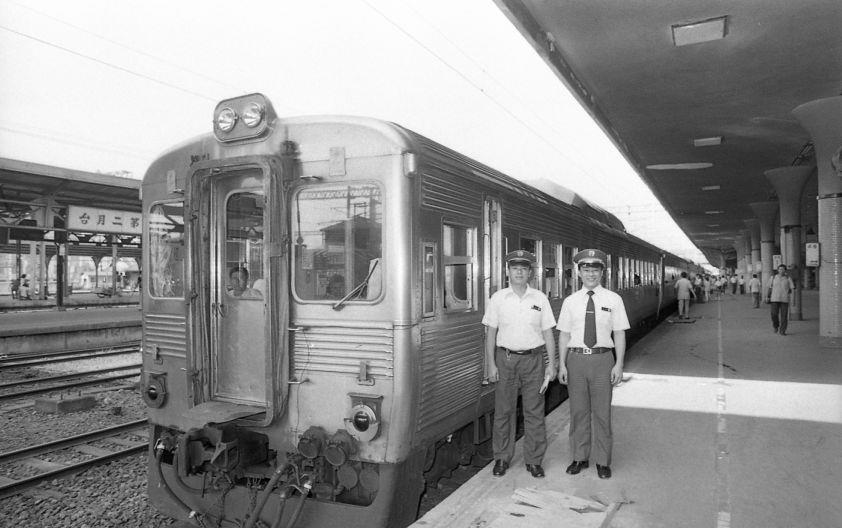
行駛最後一班光華號的DR2700型
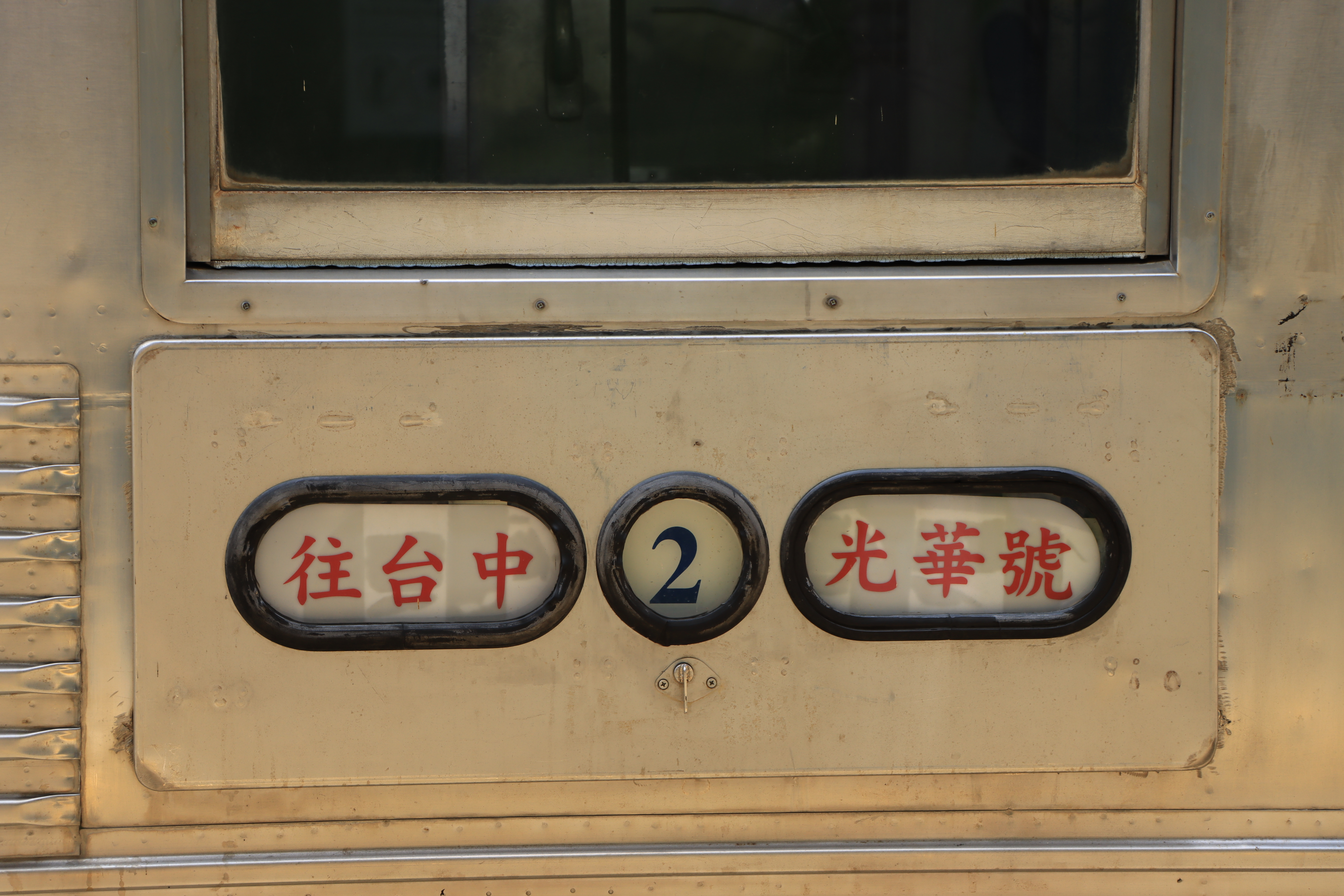
終點顯示器

## 規格與構造

### 車體
DR2700型是在美國巴德公司技術授權下由日本東急車輛以不鏽鋼製造，使用巴德公司研發的脈衝焊接技術製造車身，設計上以巴德公司生產的RDC-1型為基礎:18。在美國，RDC柴油客車主要應用於鄉村地區的低運量路線，但在臺灣則成為幹線上的招牌特快列車。
車體外觀上有明顯的強化浪鈑，列車側面於駕駛室車門後方裝上電氣路牌受墊，用於避免列車在高速行駛時交接路牌，因慣性作用敲擊到車身發出巨大聲響以及造成車身損壞:20-21；路牌受墊再往後3個窗戶後為緊急逃生門:20-21；車身中段於強化浪鈑貼上一片圓形以及長型鋼板標識，以標識鐵路局局徽與車號:20-21；乘客上下車門設於車身尾段，為手動摺疊門，車門旁邊的窗戶下緣設有列車終點指示器，顯示列車車種、車廂車號以及目的地:20-21。前方端面於中間正上方裝有兩顆大燈，中間設有貫通門，在天氣炎熱的時候車長會將貫通門打開作為通風用:20-21，貫通門左右各一扇方型固定擋風玻璃窗，其下有數條強化浪板，浪板下方設有車尾標示燈。由於本型車未加裝空調，車頂上設有換氣孔，利用白努利定律將車內空氣抽出車外:20-21。車體雖然採用不鏽鋼製，但車架使用製造工藝技術較為成熟的耐候鋼製造。
早期行駛光華號時，車體前端端面是不鏽鋼原色並掛有列車銘牌，在1981年的頭前溪事故發生後，本型車前端也改採黃色的警示色，在2014年除役後，花蓮機廠將部分動態保存列車的警示色油漆刨除而成原始金屬色，不過刮除油漆後並未對表面進行再整理，端面可見明顯的痕跡。

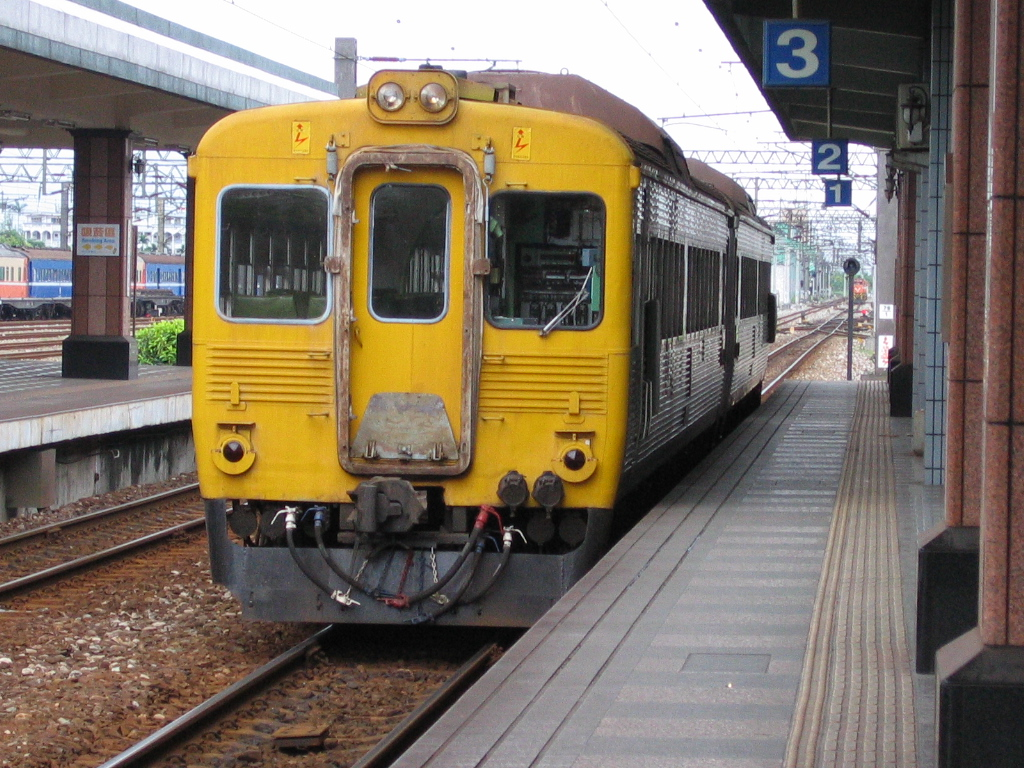
塗有警戒色時期的列車
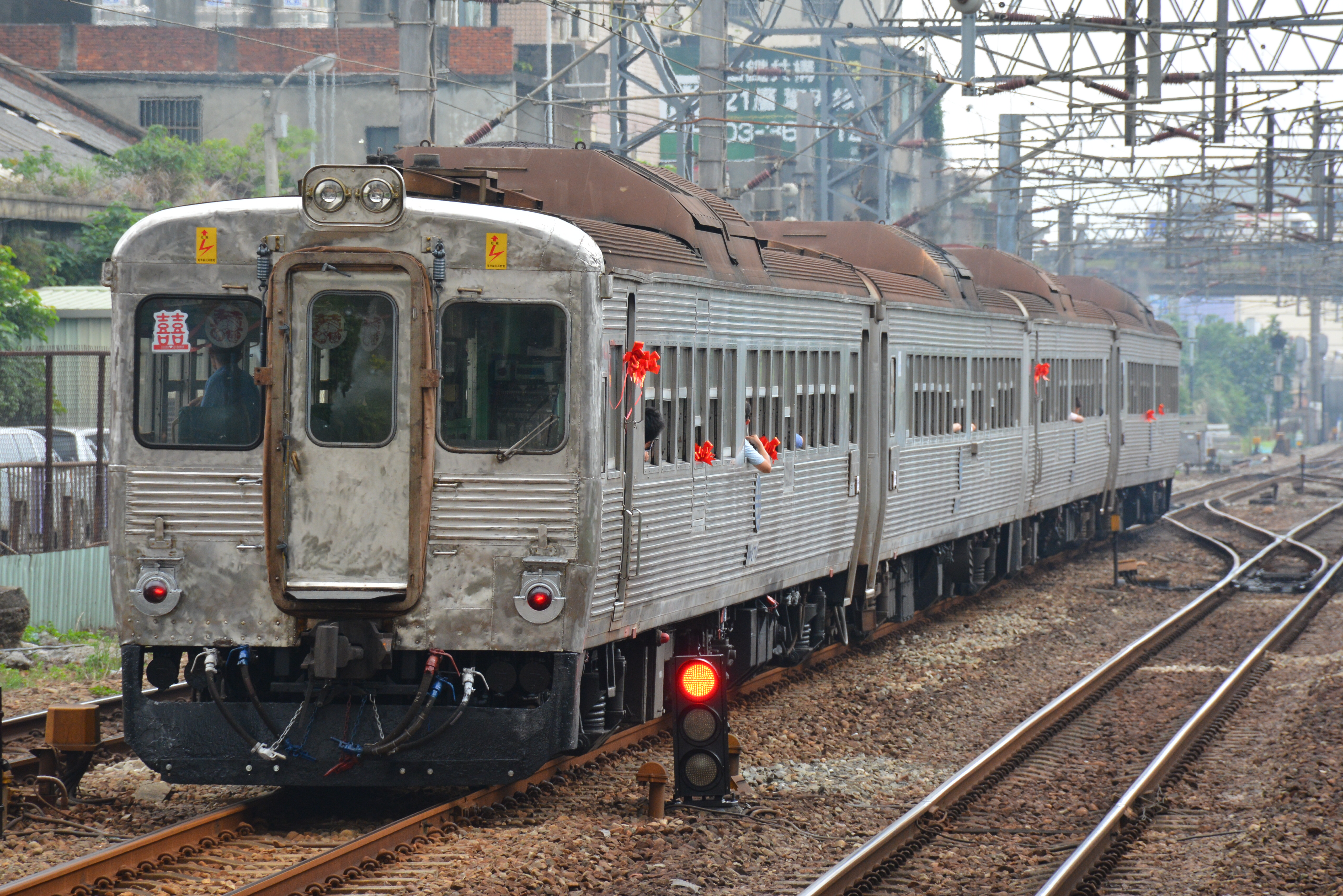
將警戒色刨除後的動態保存車
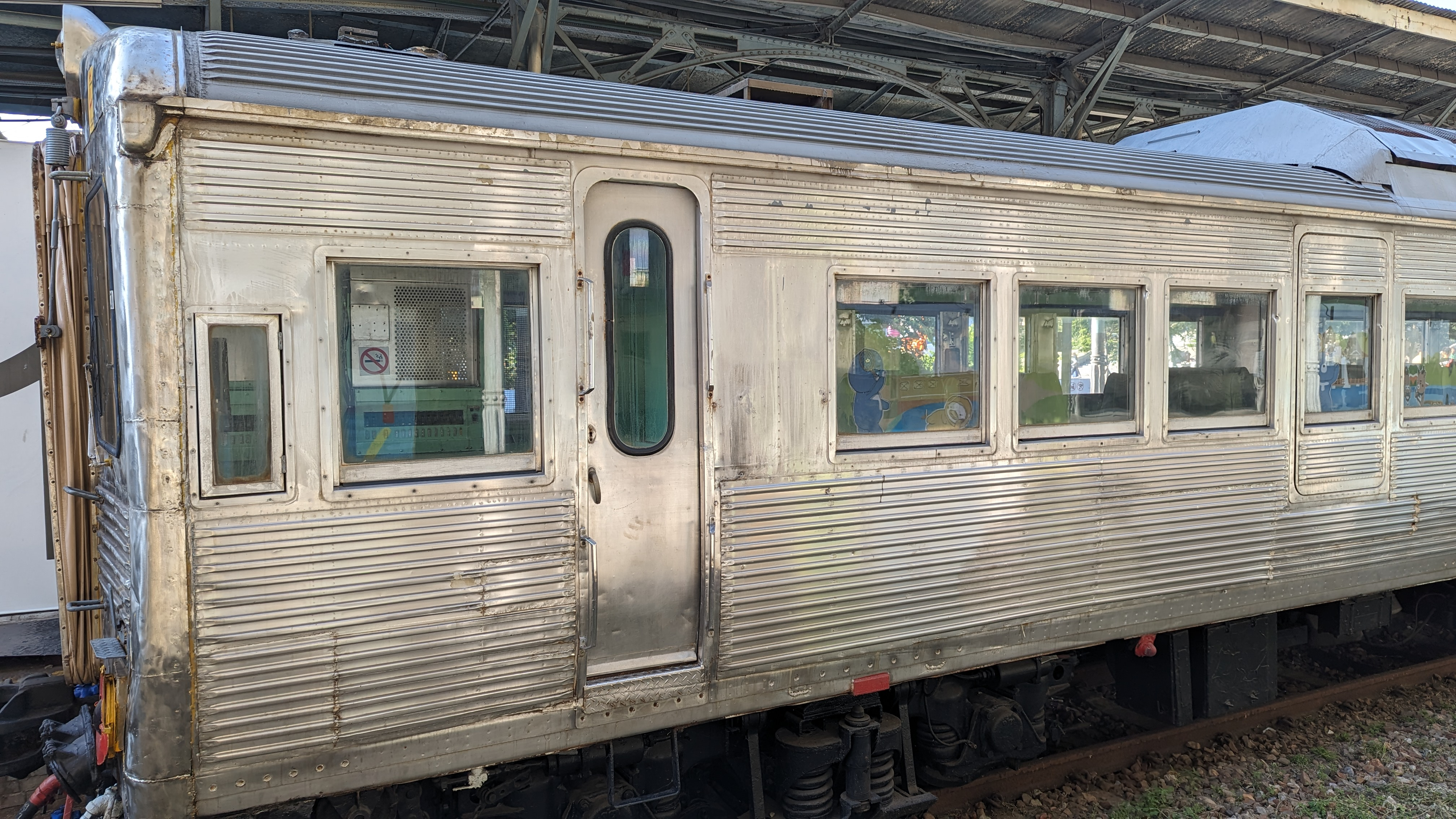
前方側面觀，可見駕駛用出入門，後方相隔三個側窗處可見緊急逃生門
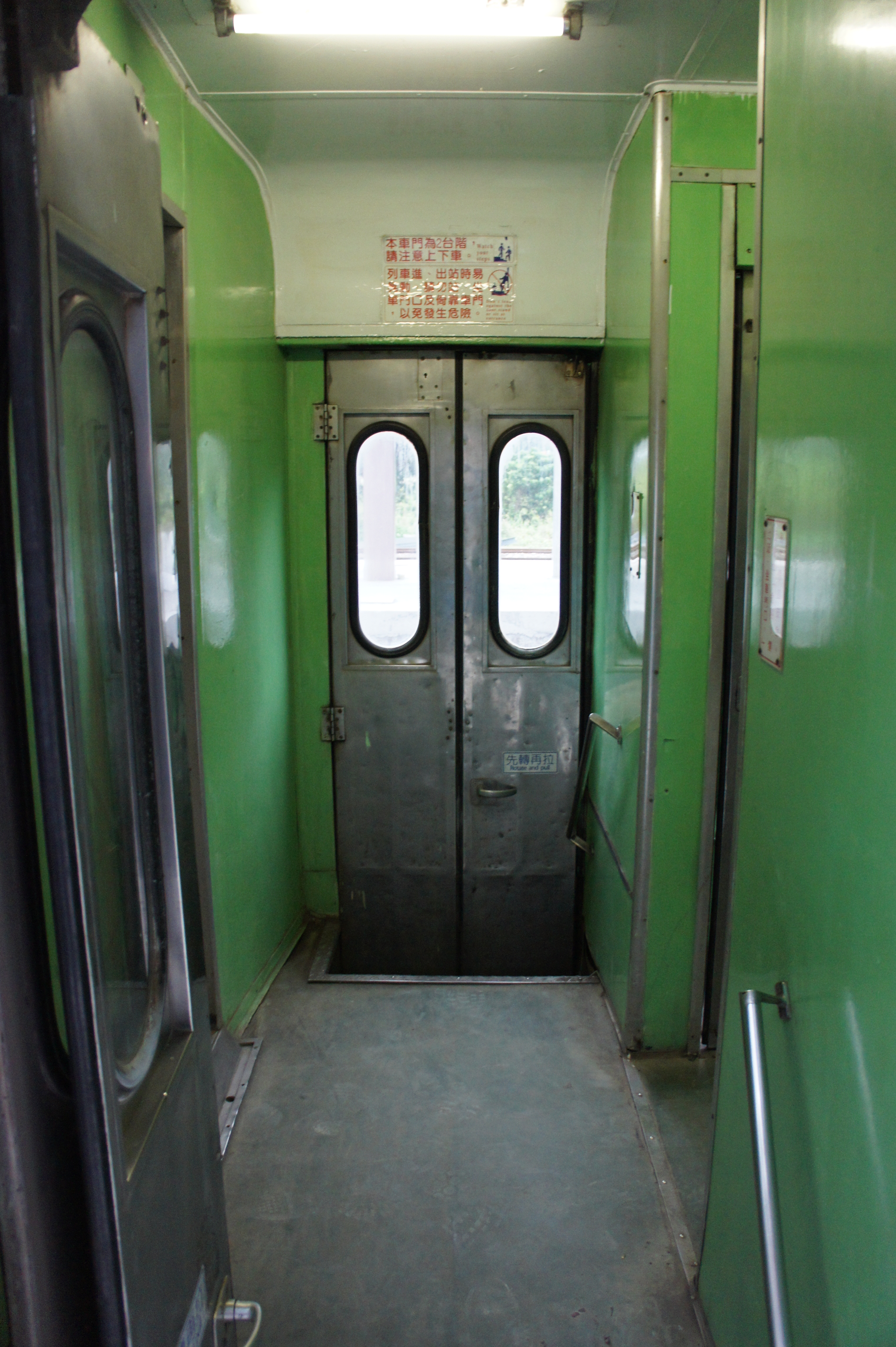
旅客上下車用摺疊門

### 客室設備
座椅採用草綠色塑膠布旋轉椅，座椅上方設有以不鏽鋼管製成的行李架:22；而客室內部最具有特色的是名為「月洞門」之拱門，內藏有散熱管與排氣管，與裝置於車頂突起部之散熱器連接，以金屬飾板包覆，並且於飾板上刻有花紋:23，臺鐵後續購入的柴油列車（DR2800、DR2900、DR3000型）皆有此設計。天花板為白色並且設有360°旋轉電風扇，並在車窗之間設有風扇開關:22；牆面為蘋果綠色飾板；車窗為可上下滑動的方形窗，窗簾為草綠色的塑膠布簾，車窗下方設有茶杯架，車廂內整體呈現同一色系:22-23。廁所設置在車門附近，採用氣動循環式並採用座式馬桶，在廁所對面的是乘務員休息室兼車勤零食販售。本型車駕駛室僅占端面走道左側空間，與乘客空間以小隔板區分，故駕駛室旁的座位方便觀景，被俗稱為「天王座」:22-23。駕駛室原僅以指示燈號顯示列車狀態，台鐵導入ATP系統後，本型車駕駛台翻新，增設了ATP電腦螢幕，並且將壓力表、檔位指示燈以及時速表重新調整位置。

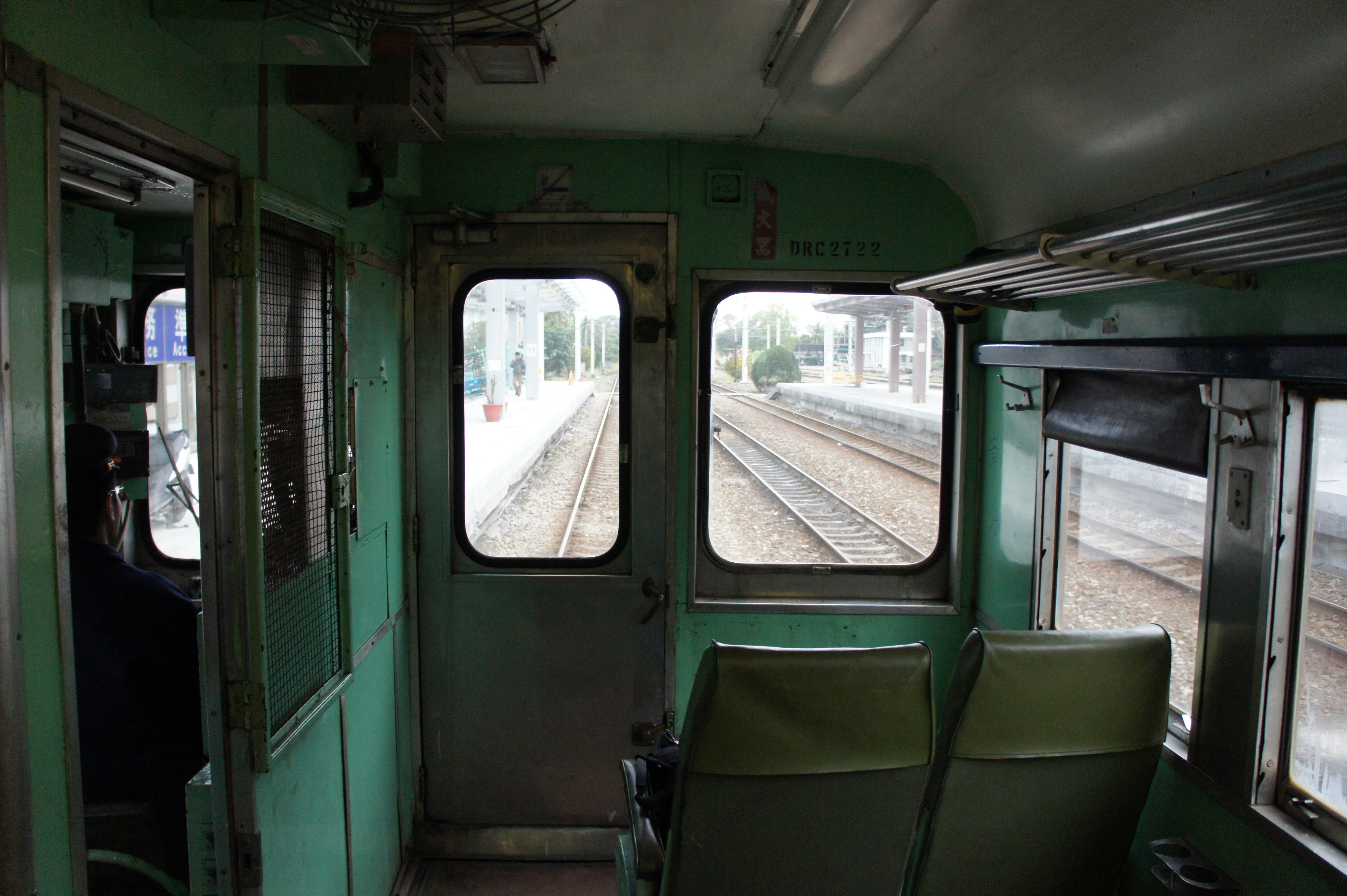
俗稱「天王座」的座位區
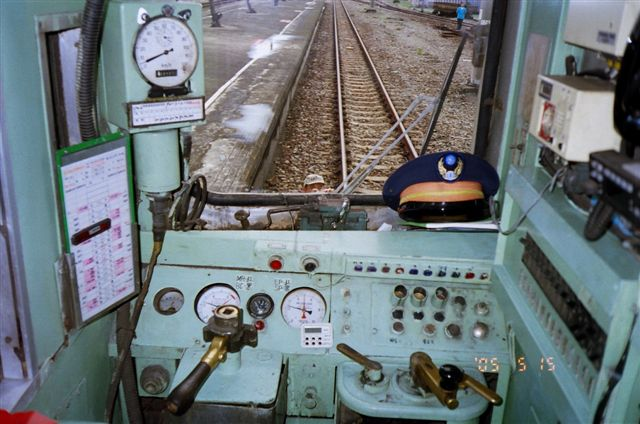
原裝駕駛室
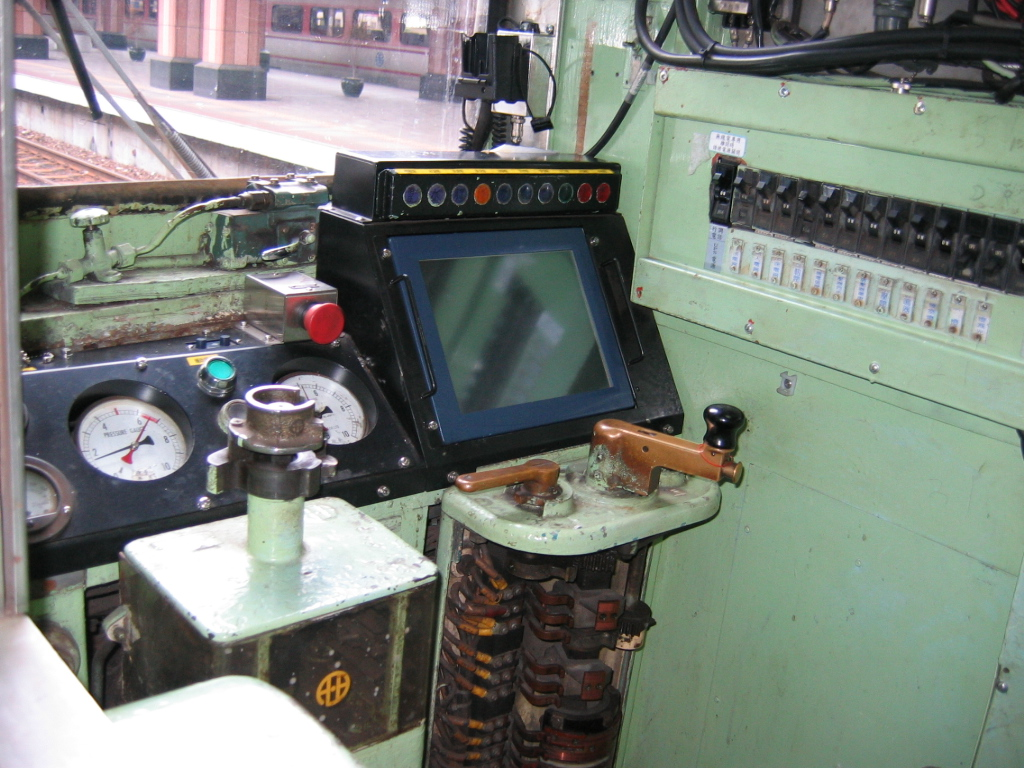
改裝ATP系統後的駕駛室
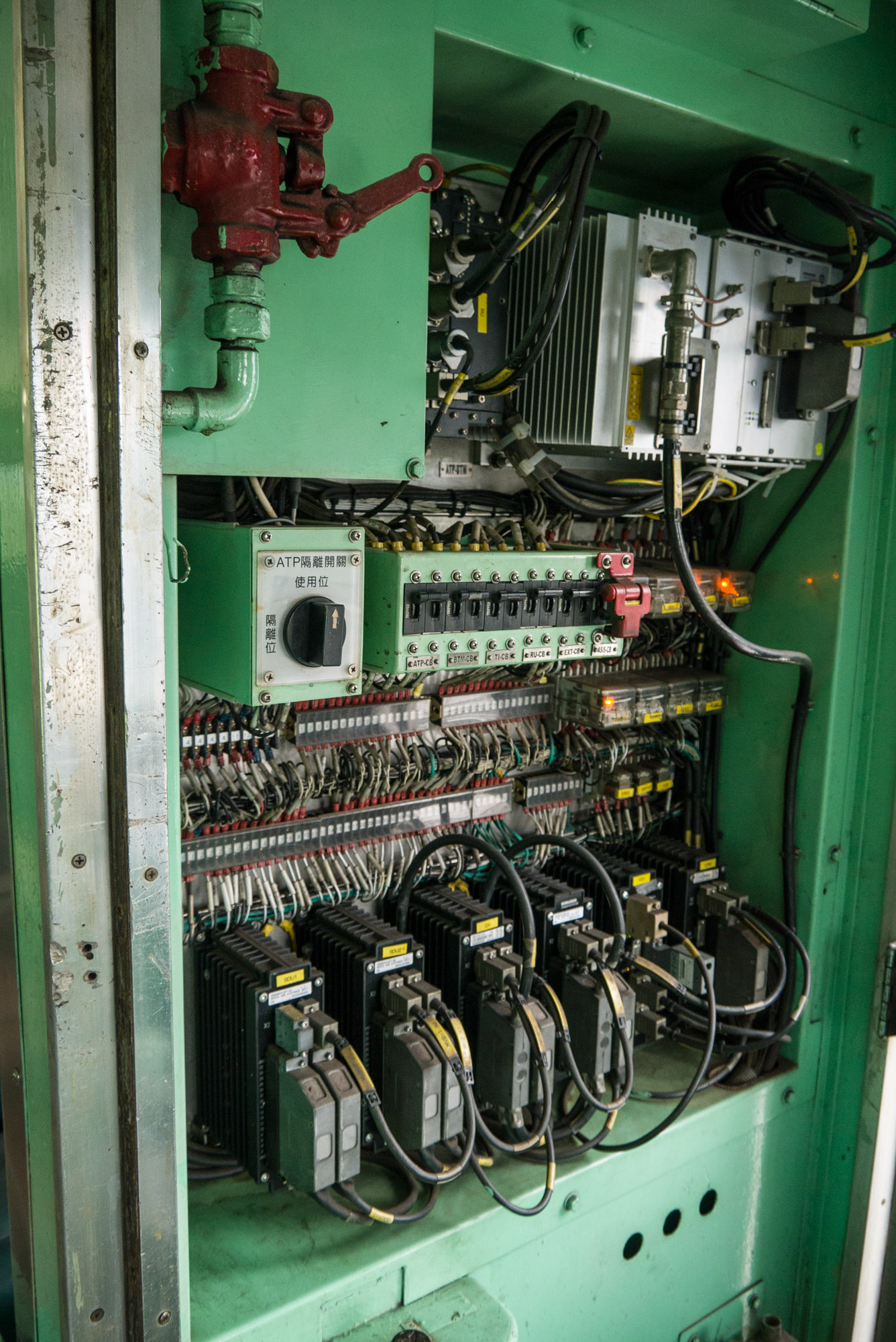
位於駕駛室駕駛座後方的ATP系統配電盤
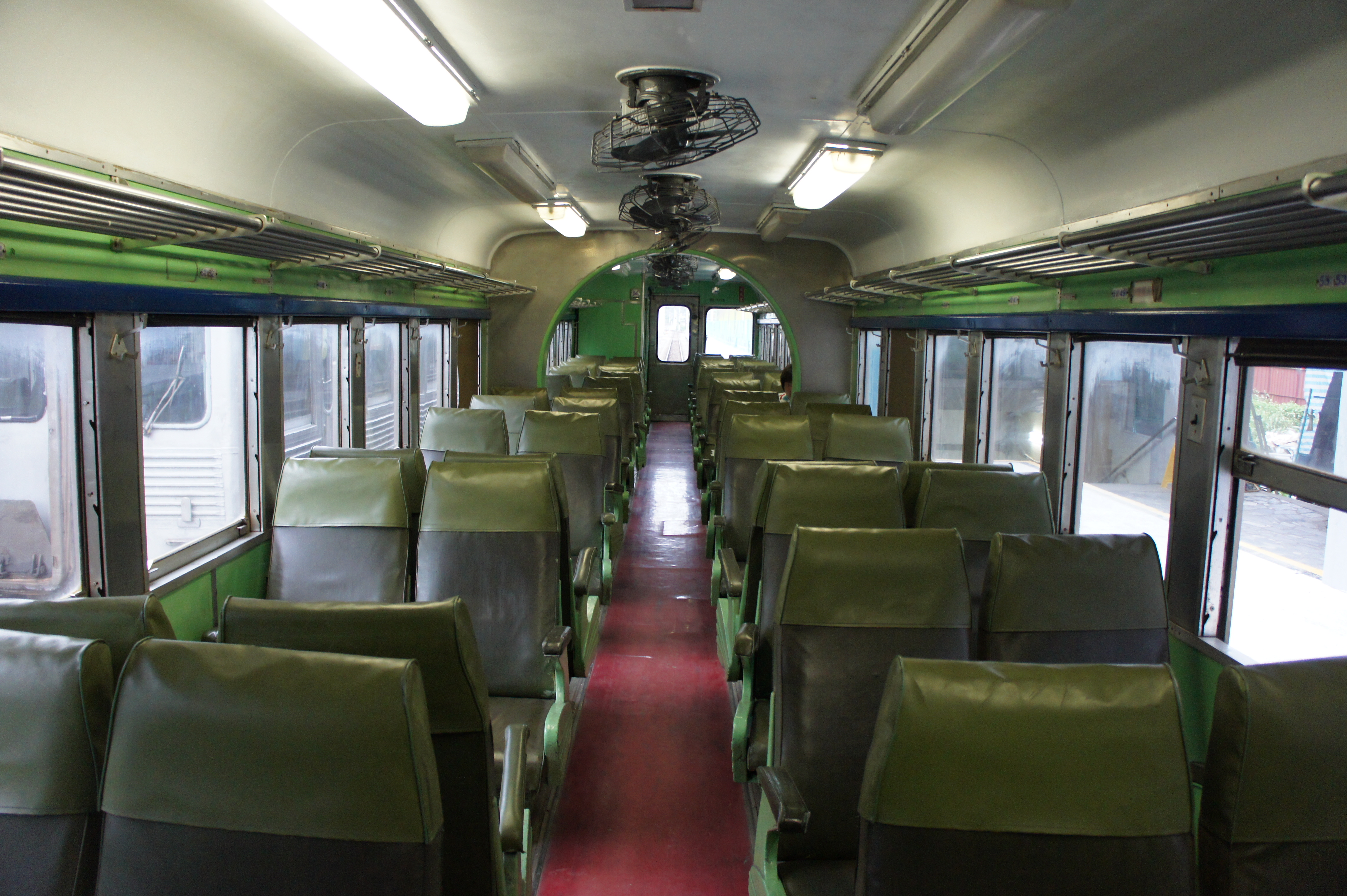
車廂內部，可見「月洞門」
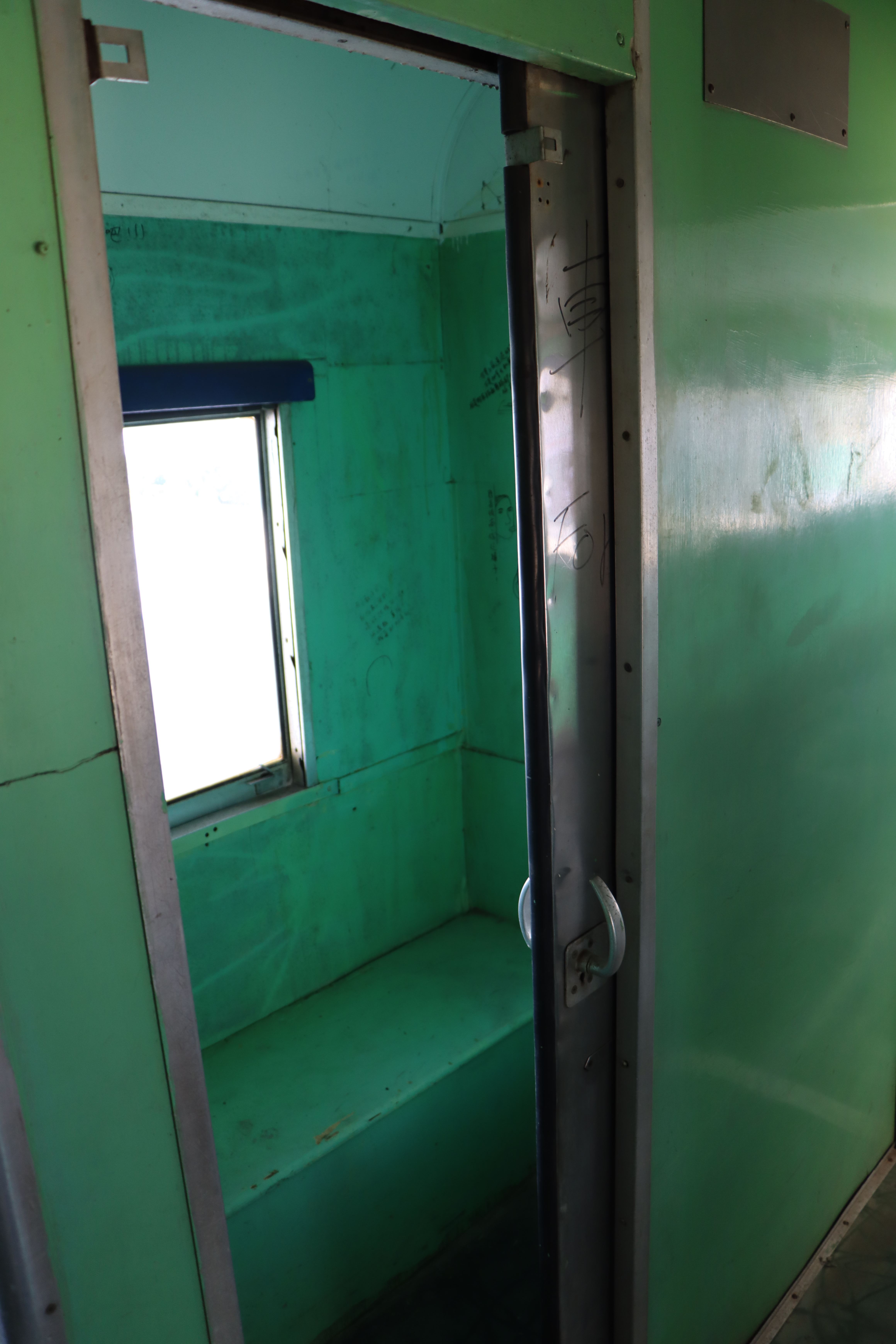
乘務員休息室兼車勤零食販售室

### 動力系統
DR2700型柴油車在剛出廠時採用康明斯NHHRTO-6-B1型柴油引擎，單組連續輸出功率為335HP/2100rpm:18，搭配新潟運輸系統的DBSFG-100型變速機，轉向架則以日本國鐵DT21型轉向架為藍圖改良的TS-122型。在1980年代NHHRTO-6-B1型柴油引擎日漸老化，為此本型車分批將引擎換裝為康明斯NT855-R4型柴油引擎，出力為310HP/2100rpm。在2001至2002年間，DR2800型柴聯車經由隆成發鐵工廠進行動力系統更新，替換下的NT855-R4型引擎改用於本型車再次更換引擎:50:00~51:23。

### 車輛型式及編組
DR2700型分成有動力的駕駛車DR2700型，以及無動力無駕駛台的拖車DR2750型。前者車內設有駕駛室、車長室兼車勤銷售室，以及蹲式廁所。車底設有油箱、動力引擎、變速機、充電器、發電機、主風泵、風泵儲氣槽、化糞池、儲水箱以及ATP系統感應器；後者車內設備除了沒有設置駕駛室以及座位數不同，其餘皆與DR2700相同。車底設有空壓儲氣缸、化糞池、儲水槽、充電器以及蓄電池，而轉向架的部分裝有車軸發電馬達。
DR2700型列車編組可以單節行駛或是多輛編組行駛，最大可以15輛動力車與拖車混合編組，但一般以2輛動力車搭配1輛拖車行駛。
| 型式     | DR2700型            | DR2750型   |
| 車內設備 | 、/                 | 、/        |
| 安裝機器 | CP、ENG、GB、SB、CG | SG、SB、CG |
| 座位數   | 60位                | 64位       |

圖例
- ：駕駛室
- ：廁所
- /：車長室兼商品銷售
- CP：空氣壓縮機（主風泵）
- ENG：動力引擎
- GB：變速箱
- SB：蓄電池
- SG：軸發電機
- CG：電池充電器

參考文獻：

### 設計缺失
DR2700型在生產過程中，鐵路局派遣5位人員到日本監造，發現原先東急車輛所設計的引擎的進氣與排氣管管路轉彎處都是90°直角接頭，明顯不符合流體力學的原理，鐵路局的監造人員要求東急車輛進行改善。在第一次啟動試驗中，因管路設計不良，導致排氣壓力過高，以及渦輪增壓機溫度過熱，監造人員要求裝船前須徹底改善，但東急車輛未予履行，直到車輛抵台才由臺北機廠以及臺中機務分段改善，並且要求東急車輛承擔所有費用。
在試運轉以及正式營運初期由於新潟鐵工所製造的變速機軸承設計不良，造成傳動軸負載過大而斷裂，經歷多次修改後才改善。之後又因東急車輛逆轉機控制電路設計不良，經常發生齒輪嚙合不良或齒輪崩角，經過調查DR2700型的逆轉機控制電路是由日本國鐵「KiHa」系列柴油客車改造而來，由於當時日本的柴油客車兩端均有駕駛臺，兩邊皆有方向切換開關，而DR2700的只有一側，設計上省略了另一端的轉向開關以及定位感測器，造成無法確認齒輪是否確實完成定位，經過多次嘗試皆無法解決，直到1967年年中邀請第三方設計顧問公司才解決這些問題。

## 車輛改造

### 冷氣改裝
在購入本型車時並未考慮到臺灣夏季的酷熱天氣。同時期運行但速度比光華號慢的觀光號列車已經配置了冷氣，但是速度較快的光華號卻沒有冷氣。因此，臺鐵曾計劃為本型車安裝冷氣。1966年10月底委託原廠東急車輛進行研究，隨後在1967年改委託新力公司進行改裝研究。1969年曾預計改裝一輛試驗，這項改造計劃原先預計將相關設備安裝於拖車底下，但是礙於拖車數量不足因而作罷。

### 工程車改造
在2003年，由於DR2700型的運用範圍逐漸縮減，出現了閒置車輛，但同時台鐵的電車線維修車數量不足，因此決議將DR2700型改造為電車線維修車，招標後於2003年10月1日由泰華實業得標，於次年的8月完成改造交車:67，並且於9月23日完成CMB29驗收投入電車線維修工程，而CMB30則是在12月完成驗收。
車輛使用原本編號DR2712以及DR2719兩輛車進行改造，改造後的編號分別為CMB29以及CMB30:67，改後的車輛中間開了一扇雙開外滑式車門，方便將工程機具搬運至車上；車頂加裝測試用集電弓、維修平台及安全維護柵欄，提供施工人員維修電車線的空間，測試用集電弓旁將車輛屋頂往上突出，提供集電弓受電情況的觀察；車輛內部配有各式電車線維修的檢測設備以及維修工具，必要時可從車輛中間的雙開大門搬運各種維修設備上車。車輛頭尾端面之貫通門拆除，裝上加大擋風玻璃及雙向駕駛臺，增加搶修時的機動性以及駕駛室視野，端面上方保留DR2700型原有的車頭燈，擋風玻璃下方加裝一組車頭與車尾燈；端面塗裝上與EMU1200型電聯車一樣採用數條橘色橫線條，並且加上鐵路局局徽以及兩個閃電圖案。由於這兩個閃電圖樣，塗裝型酷似神奇寶貝的角色皮卡丘的尾巴，因此而得到「皮卡丘」或「白鐵皮卡丘」的暱稱。
由於車身寬度與臺鐵舊有的電力維修車寬了兩倍，且車輛長度更長，使工作空間更大，使用上更為方便，此外是由客車車輛改裝的，對於基層工作人員行駛中的舒適度大幅提升。

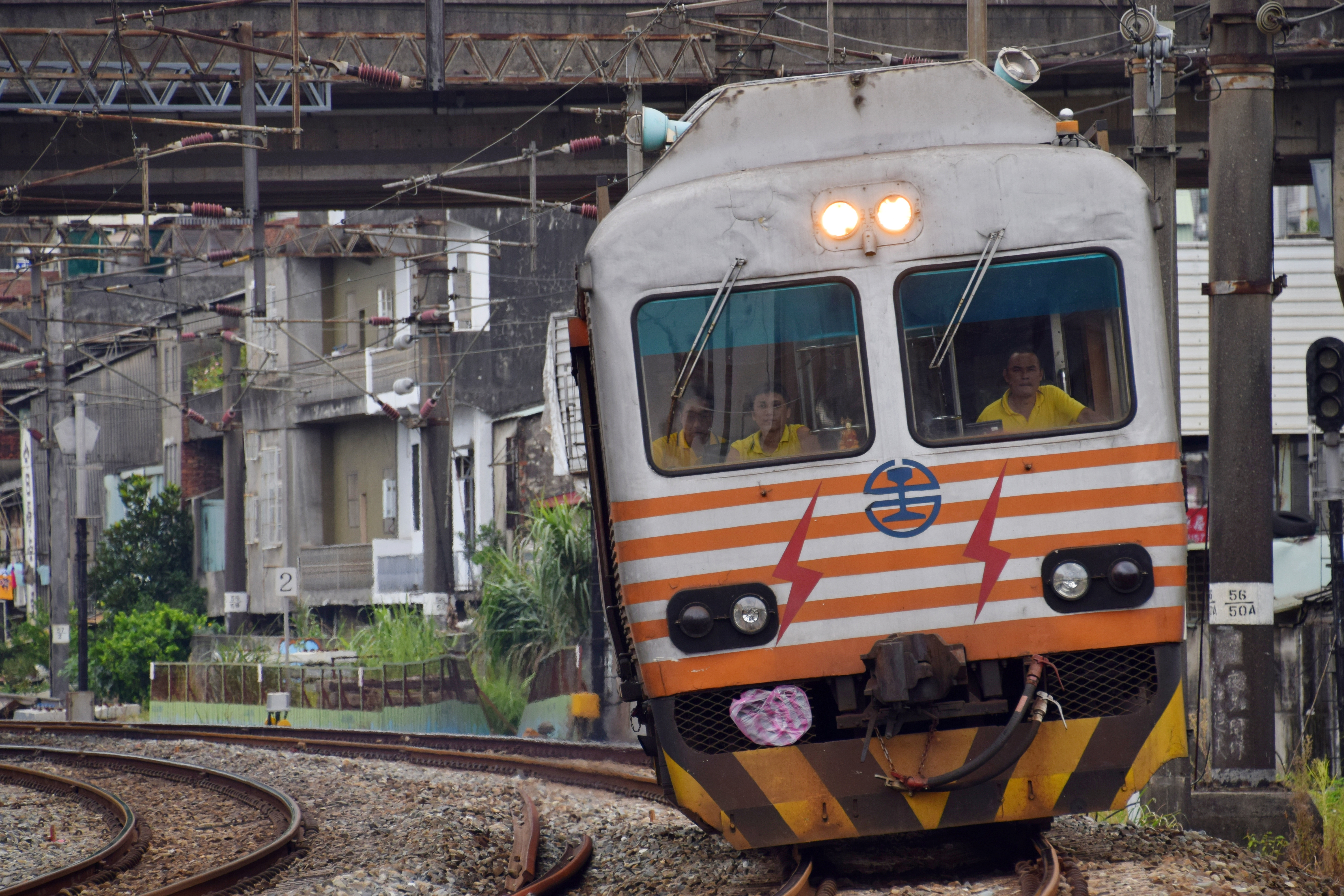
CMB29號電車線維修車
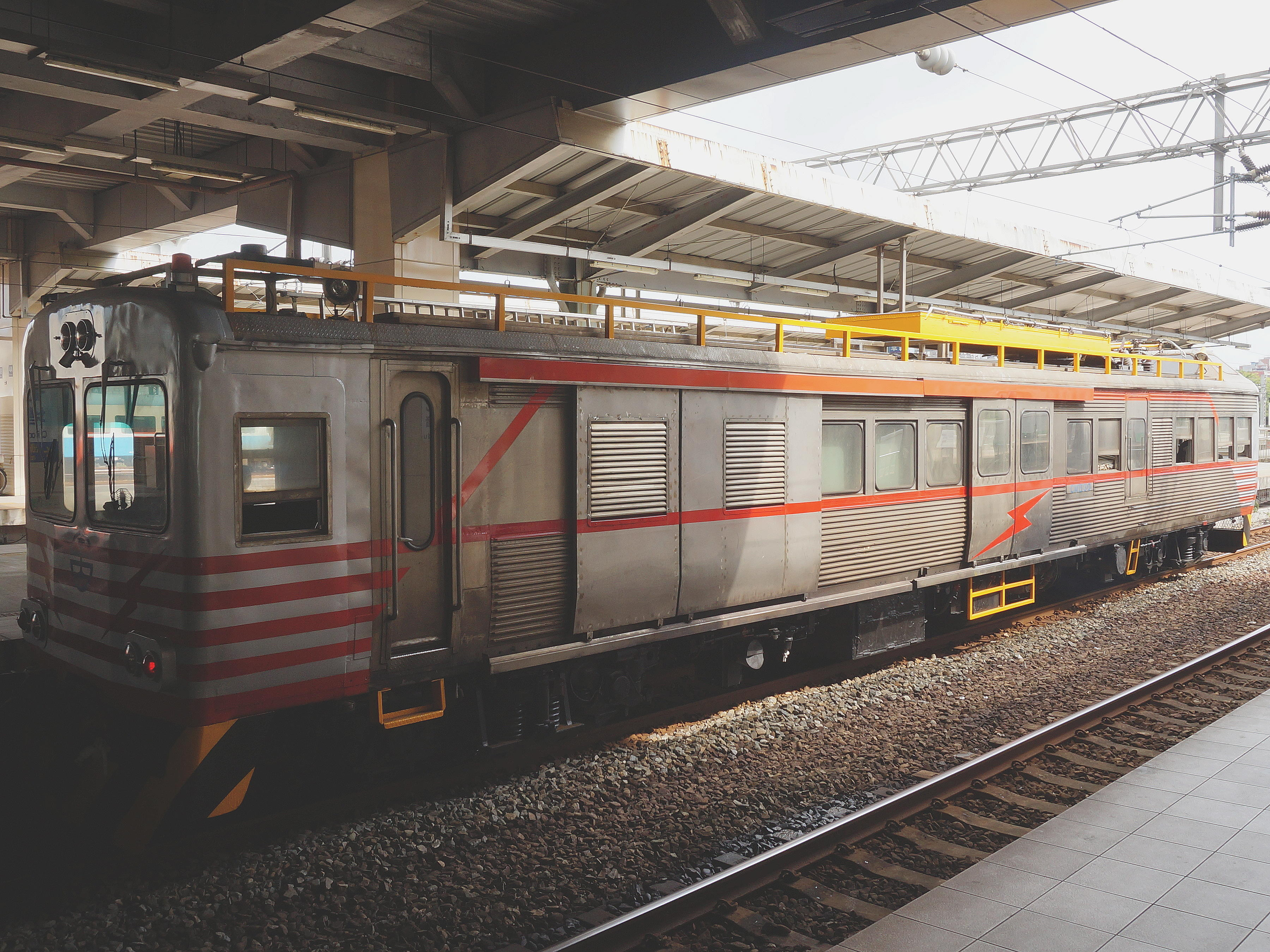
CMB30號電車線維修車

## 車輛保存
本型車退役之後，花蓮機廠從在籍的15輛中選出8輛車況較好的作為動態保存車:24，並且依照車輛維修週期分別進行三級與四級檢修，其餘車輛則辦理停用。車輛檢修同時將車體前端的黃色塗裝刨除（但並未對刮除油漆後的表面進行再處理），使外觀大致恢復到1966年時出廠的原始模樣。2015年3月中旬完成動態保存車輛中的其中4輛的檢修，同年3月22日臺大鐵道暨火車研習社舉辦25週年社慶活動，向臺鐵租用4輛DR2700型開行專車，是本型車退役後首次商業運轉。嗣後於同年5月2日行駛臺鐵學習司機員的迎娶禮車。到了同年5月上旬已完成6輛DR2700型的檢修，而最後2輛則是到了5月中旬才完成檢修。
2015年6月7日鐵路節與臺鐵DT668蒸汽機車共同擔任活動的重頭戲，是退役後首次以4輛車以上編組行駛。2015年11月28日為慶祝中華民國鐵道文化協會成立20週年，鐵道文化協會和南方公園鐵道社團合作，向臺鐵承租本型車開行紀念專車，俗稱「天王座」的座位由參與者最終以新台幣36,000元標得車票乘坐。
2016年10月29日臺鐵舉辦「光華50」紀念專車，開行台北經高雄往臺東專列，並重現當時行駛臺北高雄間的樣貌，包括椅子加上白椅套、車廂外掛上光華號銘版等等，另外，邀請曾在光華號服務過的快車小姐、服務生、列車長以及駕駛等人士登車同慶，曾於專車上服務的侯壽興先生，並在現場重現臺鐵當時已消失30多年的「翻蓋沖茶」服務。
本型車列為動態保存車輛的5年間，行駛特別列車，大眾反應熱烈，但到了2019年時僅剩5輛能夠行駛。在2020年年初曾作為新進司機員培訓專車，但於年中進行車輛例行檢修時，發現車架鏽蝕過於嚴重，評估可能有行駛中引擎掉落的風險，遂決議不再受理DR2700型的承租服務，並且於同年結束本型車動態保存的計畫，此後DR2700型動態運轉走入歷史，目前僅於舊臺中車站（臺中驛鐵道文化園區）有靜態保存公開展示之車輛。DR2718已經由國家鐵道博物館籌備處指定，未來將成為博物館館藏展示車輛。
2024年10月26日臺鐵公司及鐵道局與國家鐵道博物館籌備處簽署備忘錄，預計比照DR2100型柴油客車修復DR2722、DR2723，恢復動態保存。
| 保存狀況                       | 車號                                                                           | 車號                                                                           |
| ------------------------------ | ------------------------------------------------------------------------------ | ------------------------------------------------------------------------------ |
| 動態保存                       | DR2722、DR2723（修復中）                                                       | DR2722、DR2723（修復中）                                                       |
| 改造車輛                       | DR2719、DR2712                                                                 | DR2719、DR2712                                                                 |
| 靜態保存                       | 臺中驛鐵道文化園區                                                             | DR2715、DR2720                                                                 |
| 靜態保存                       | 縱貫線鐵道保存協會                                                             | DR2701                                                                         |
| 靜態保存                       | 私人收藏                                                                       | DR2705、DR2709                                                                 |
| 靜態保存                       | 臺東機務段                                                                     | DR2752                                                                         |
| 靜態保存                       | 國家鐵道博物館                                                                 | DR2718                                                                         |
| 已拆解                         | DR2703、DR2706、DR2707、DR2711、DR2714、DR2716、DR2717、DR2721、DR2724、DR2725 | DR2703、DR2706、DR2707、DR2711、DR2714、DR2716、DR2717、DR2721、DR2724、DR2725 |
| 參考文獻：:25、67:28:40～32:00 |                                                                                |                                                                                |

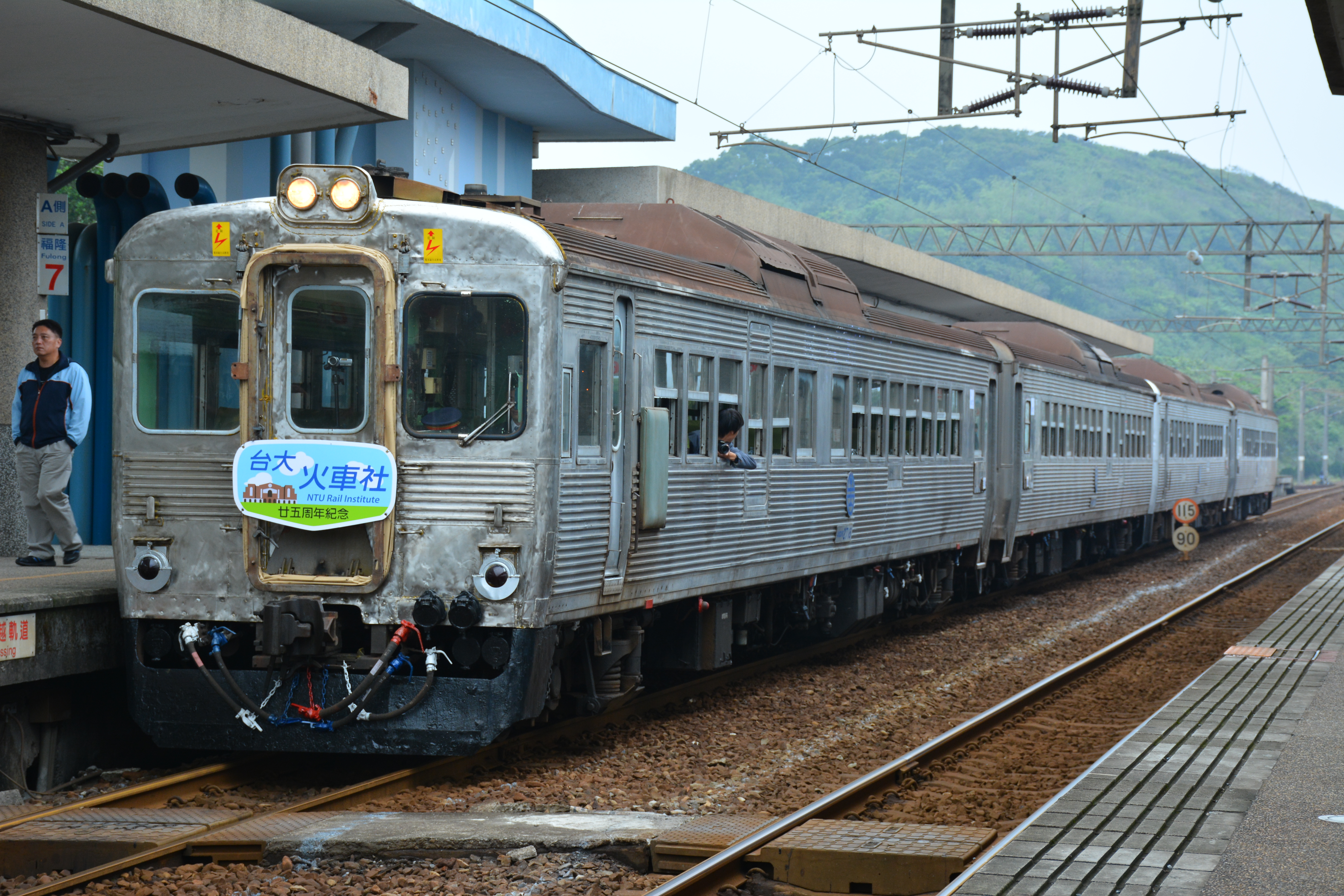
國立臺灣大學鐵道暨火車研習社舉辦二十五周年社慶活動
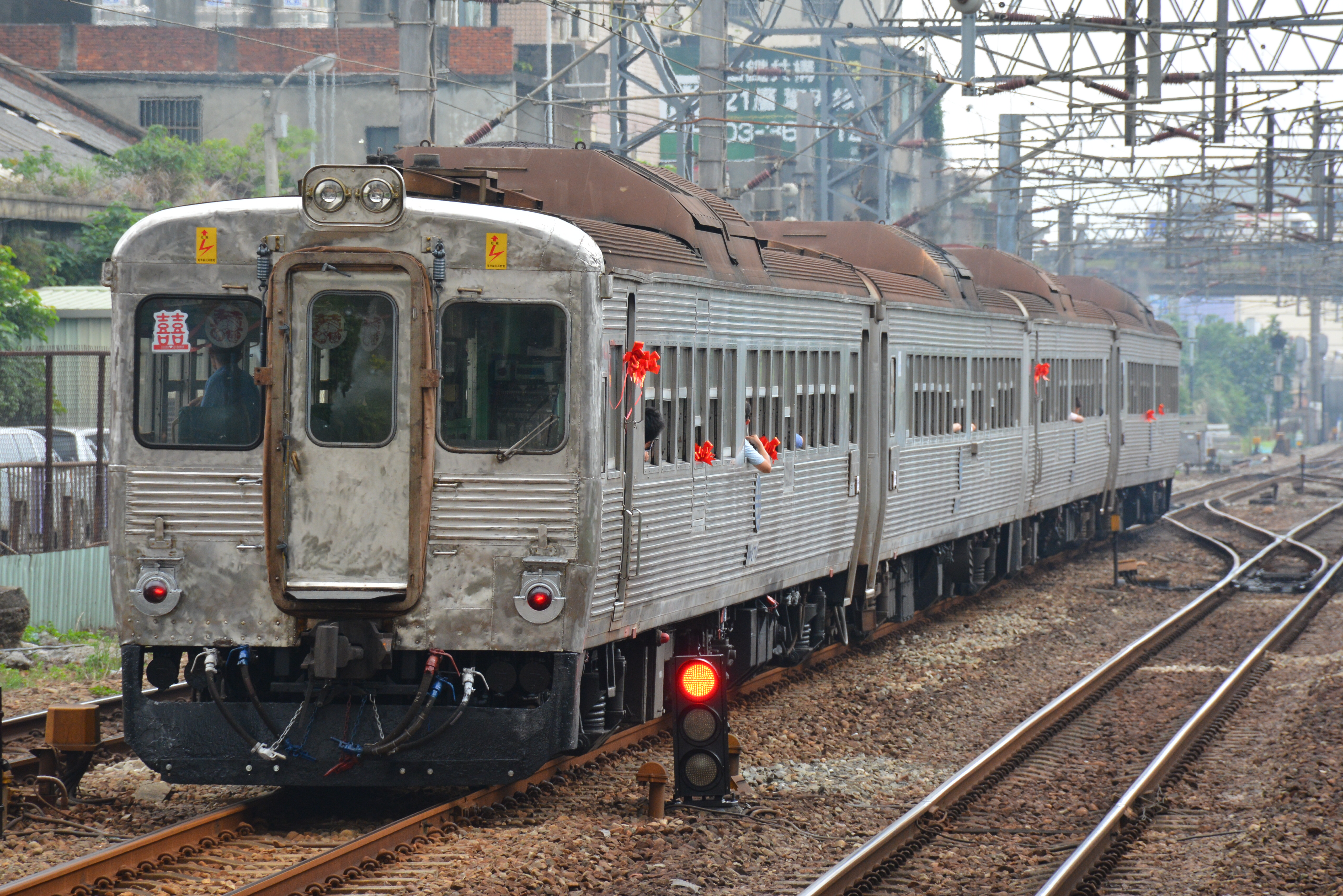
車尾擋風玻璃貼有「囍」字的迎娶禮車
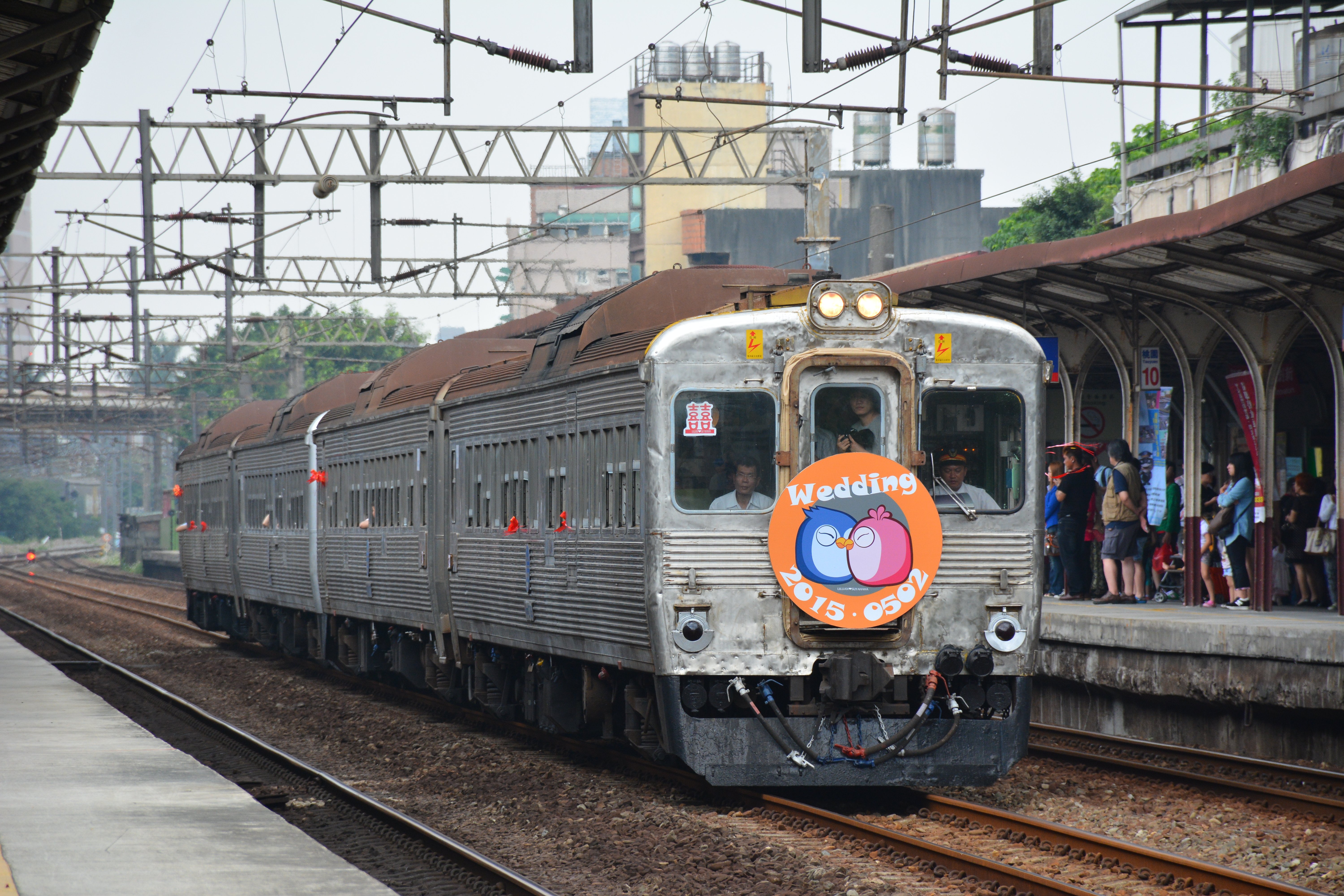
車頭掛有列車銘牌的禮車
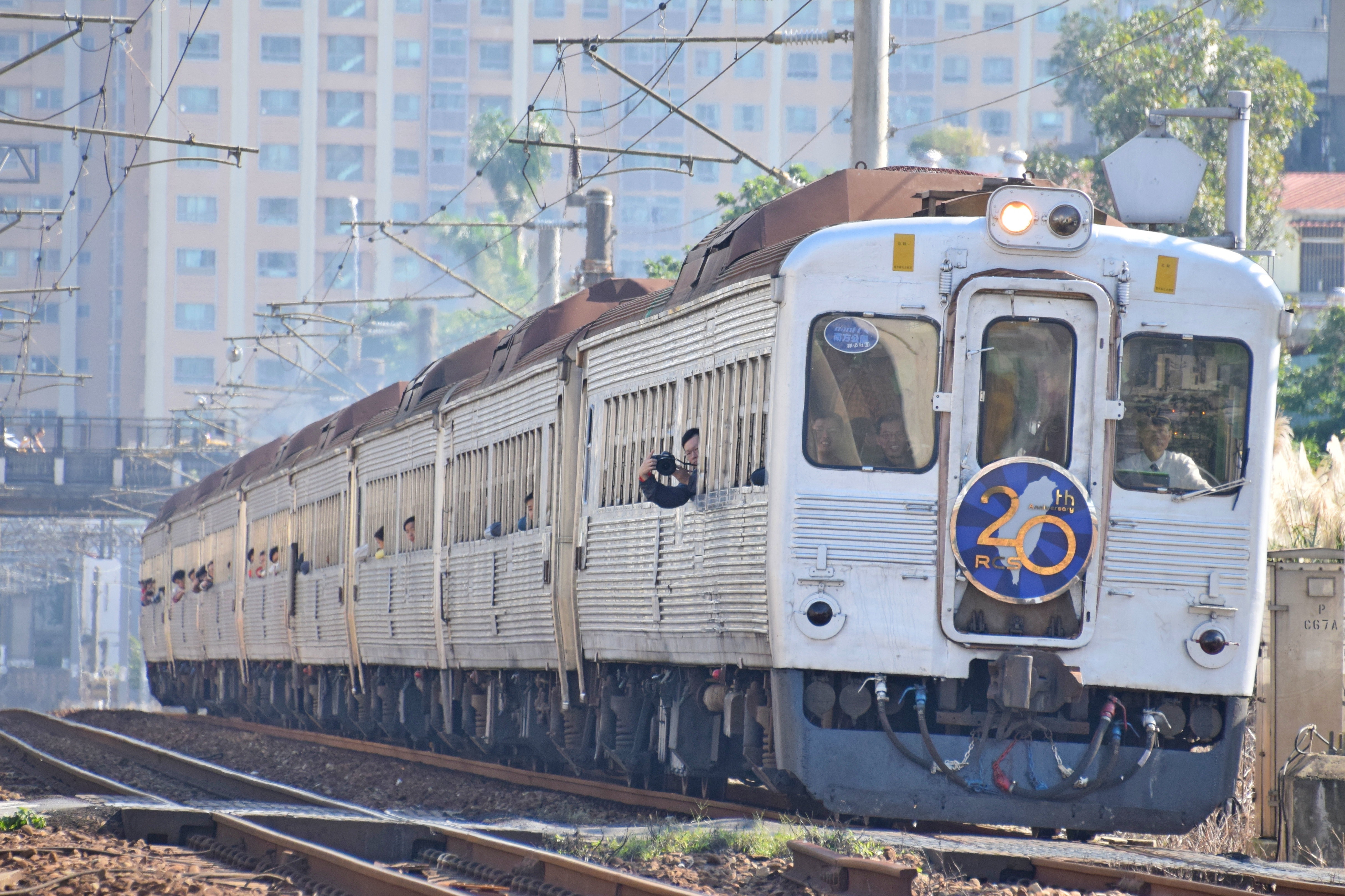
中華民國鐵道文化協會成立20週年專車
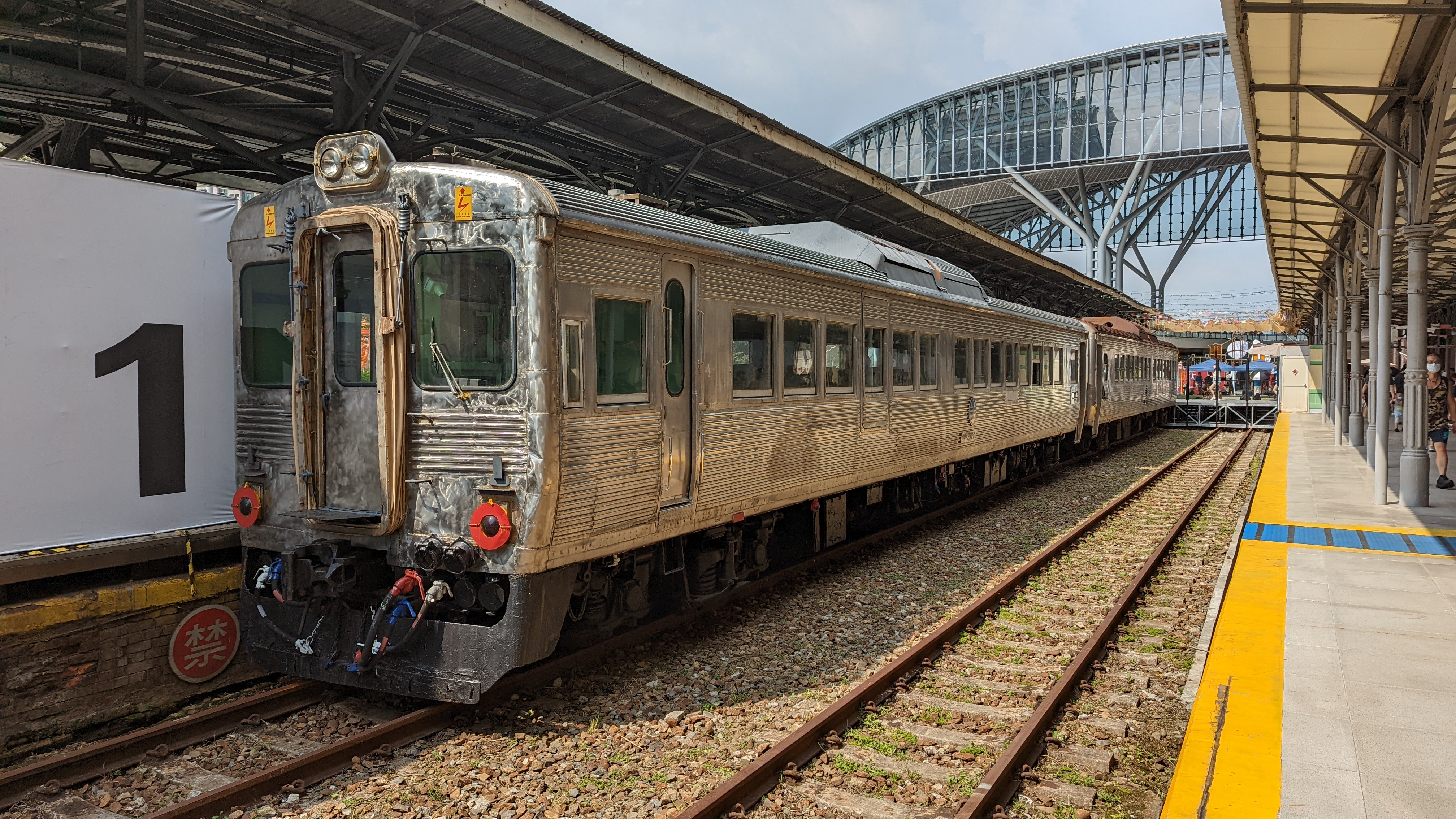
靜態展示於臺中舊車站的列車

## 相關事故
1973年11月5日，在嘉義市博愛路的台斗坑平交道，一輛水泥卡車與光華號列車相撞，造成3人死亡，另有46人受傷；事故後於1976年對博愛路進行重新規劃，興建博愛陸橋。1974年6月19日，2001次列車行駛至香山站至崎頂站間時，因為大雨引發土石流，導致兩節車廂脫軌，幸好沒有造成人員傷亡。1975年1月7日，2001次列車行駛至保安站至中洲站間，一輛載運甘蔗的卡車擅自穿越平交道，造成卡車司機當場死亡，列車司機及三位乘客受傷。
1976年4月1日，3002次列車行駛至新市站北端的平交道時，撞上行人，導致行人當場死亡。同年7月21日，2001次列車與卡車相撞，造成一名乘客死亡。同年8月7日，在板橋的館前路平交道與一輛計程車發生車禍，計程車上乘客不幸全部喪生。1978年5月13日，2002次列車與卡車相撞，31名乘客受傷。隔年1月22日，3086次列車與卡車相撞，列車司機和列車長殉職。

## 外部連結
文章
- Kashiwa. .   [2023-04-21]. （原始内容存档于2023-04-21） （中文（臺灣））.
- . 臺灣民聲日報 (臺中市). 1966-10-23  [2023-08-09] （中文（臺灣））.

專題報導
- 卓冠齊; 賴振元. . 獨立特派員 (公共電視台). 2014-08-12  [2023-05-09]. （原始内容存档于2021-11-27） （中文（臺灣））.
- 黃威勝; 馬立群; 鄭郁萌. . 台灣壹週刊. 2014-07-07  [2023-05-09]. （原始内容存档于2023-05-09） （中文（臺灣））.
- 林狄伶; 蔡裕昌. . 客家新聞雜誌. 客家電視台. 2014-07-14  [2023-05-09]. （原始内容存档于2023-05-09） （中文（臺灣））.
- 宋宇娥; 羅應展. . 客家新聞雜誌. 客家電視台. 2017-12-14  [2023-05-09]. （原始内容存档于2023-05-16） （中文（臺灣））.

圖片
- 唐菓創意有限公司. . 國家文化記憶庫. 2020-06-23  [2023-04-16]. （原始内容存档于2023-04-16） （中文（臺灣））.